# Claudio Gioè
Claudio Gioè (Palermo, 27 gennaio 1975) è un attore italiano.

## Biografia
Studia presso il Liceo classico Giuseppe Garibaldi di Palermo e in seguito si trasferisce a Roma, dove si diploma presso l'Accademia nazionale d'arte drammatica. Inoltre frequenta dei seminari con Luca Ronconi e si diletta nel canto e nella danza. Per il teatro scrive e porta in scena Caligola Night Live. Sul grande schermo esordisce con Luca Guadagnino nel 1998 in The Protagonists, e appare tra l'altro ne I cento passi (2000) e La meglio gioventù (2003), entrambi diretti da Marco Tullio Giordana. Seguono poi in Stai con me (2004), regia di Livia Giampalmo, ...e se domani (2006), regia di Giovanni La Parola, e Piano, solo (2007), diretto da Riccardo Milani.
In televisione prende parte alle miniserie Operazione Odissea (2000) di Claudio Fragasso e a Paolo Borsellino (2004) di Gianluca Maria Tavarelli, nella quale interpreta il sostituto procuratore Antonio Ingroia. Due anni più tardi è Ivan Amidei nella serie televisiva Codice rosso, mentre nel 2007 veste i panni di Totò Riina nella miniserie in sei puntate Il capo dei capi diretta da Enzo Monteleone e Alexis Sweet. Va segnalato, tra l'altro, che lo stesso Totò Riina ha detto di avere apprezzato l'interpretazione di Gioè, definendo quest'ultimo "portentoso". Fra il 2009 e il 2010 ha interpretato il ruolo del vice questore Ivan Di Meo nella serie TV Squadra antimafia - Palermo oggi, che vede alla regia Pier Belloni e Beniamino Catena.
Nel 2012 lavora alla fiction Il tredicesimo apostolo, in cui veste i panni di un prete e professore universitario di teologia dotato di poteri paranormali; con lui recita Claudia Pandolfi nei panni di una psicoterapeuta. Nel film del 2013 La mafia uccide solo d'estate, Gioè interpreta la parte di un giornalista amico del protagonista. Nel 2015 torna in televisione con le miniserie Il bosco e Il sistema, insieme, rispettivamente, a Giulia Michelini e a Gabriella Pession.
Dal 14 novembre 2016 è in onda per sei serate con la fiction La mafia uccide solo d'estate, tratta dall'omonimo film. Il 16 ottobre 2017 Gioè torna con la seconda stagione di Sotto copertura, Sotto copertura - La cattura di Zagaria, vestendo nuovamente i panni del commissario Michele Romano, ispirato a Vittorio Pisani. Nel 2018, torna in TV al fianco di Anna Foglietta, per la seconda stagione di La mafia uccide solo d'estate e in uno dei quattro film che appartiene al ciclo biografico Liberi sognatori dal titolo, Delitto di mafia. Nel 2020 è protagonista di due serie TV: Passeggeri notturni e Vite in fuga e nel 2021 è uno dei protagonisti della fiction Màkari, tratta dai romanzi di Gaetano Savatteri.
Nel 2024 interpreta l'autore e conduttore televisivo Mike Bongiorno nella miniserie biografica Mike diretta da Giuseppe Bonito.

## Filmografia

### Cinema
- The Protagonists, regia di Luca Guadagnino (1999)
- I cento passi, regia di Marco Tullio Giordana (2000)
- Passato prossimo, regia di Maria Sole Tognazzi (2002)
- Mundo civilizado, regia di Luca Guadagnino (2003)
- La meglio gioventù, regia di Marco Tullio Giordana (2003)
- Stai con me, regia di Livia Giampalmo (2004)
- ...e se domani, regia di Giovanni La Parola (2005)
- Piano, solo, regia di Riccardo Milani (2007)
- La straniera, regia di Marco Turco (2009)
- La matassa, regia di Ficarra & Picone e Giambattista Avellino (2009)
- Henry, regia di Alessandro Piva (2010)
- Boris - Il film, regia di Giacomo Ciarrapico, Mattia Torre e Luca Vendruscolo (2011)
- La mafia uccide solo d'estate, regia di Pif (2013)
- Senza nessuna pietà, regia di Michele Alhaique (2014)
- Monitor, regia di Alessio Lauria (2015)
- Mamma o papà?, regia di Riccardo Milani (2017)
- Fiori, fiori, fiori!, regia di Luca Guadagnino (2020) – cortometraggio

### Televisione
- Operazione Odissea, regia di Claudio Fragasso – miniserie TV (2000)
- Bradipo, regia di Marco Pozzi – sitcom (2001)
- Francesco, regia di Michele Soavi – miniserie TV (2002)
- Paolo Borsellino, regia di Gianluca Maria Tavarelli – miniserie TV (2004)
- Cefalonia, regia di Riccardo Milani – miniserie TV (2005)
- Codice rosso – serie TV (2006)
- Il capo dei capi, regia di Enzo Monteleone e Alexis Sweet – miniserie TV (2007)
- Squadra antimafia - Palermo oggi – serie TV, 13 episodi (2009-2010)
- Il tredicesimo apostolo – serie TV, 24 episodi (2012-2014)
- Il bosco, regia di Eros Puglielli – miniserie TV (2015)
- Sotto copertura - La cattura di Iovine – serie TV (2015)
- Il sistema – serie TV (2016)
- La mafia uccide solo d'estate – serie TV (2016-2018)
- Sotto copertura - La cattura di Zagaria – serie TV (2017)
- Liberi sognatori - Delitto di mafia, regia di Michele Alhaique – film TV (2018)
- Rosy Abate 2 - La serie – serie TV (2019)
- Passeggeri notturni – serie TV (2020)
- Vite in fuga – serie TV (2020)
- Màkari – serie TV (2021-in corso)
- Mike, regia di Giuseppe Bonito – miniserie TV (2024)

### Cortometraggi
- Qui, regia di Luca Guadagnino (1997)
- Quando si chiudono gli occhi, regia di Beniamino Catena (2000)
- Ti racconto una storia, regia di Manuela Mancini (2005)
- Dalla finestra aperta, regia di Francesco Falaschi (2010)

## Teatro
- Eretici e corsari, regia di Giorgio Gallione, produzione Teatro dell'Archivolto (2011-2012)
- Marat/Sade di Peter Weiss, regia di Claudio Gioè, Teatro Biondo di Palermo (2020)

## Riconoscimenti
- Nastro d'argento
  - 2003 – Candidatura al migliore attore non protagonista per Passato prossimo[4]